# Antennapedia

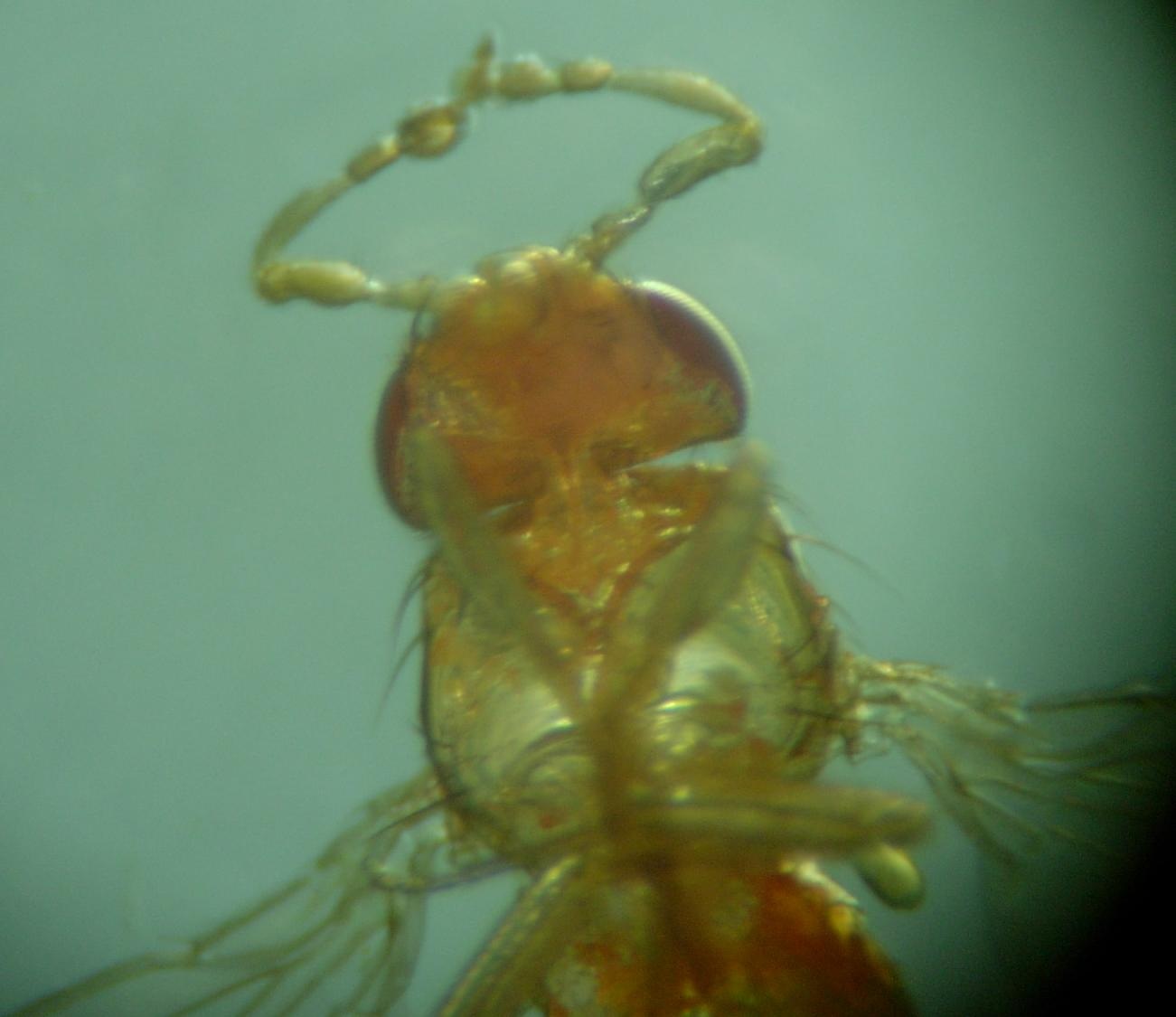
Мутация Antennapedia

Antennapedia — это гомеозисный ген, впервые обнаруженный у дрозофилы, контролирующий расположение ног. Мутация в регуляторном районе этого гена, которая приводит к потере функции, может вызывать превращение второй пары ног в эктопические антенны на груди мухи. Это связано с тем, что ген Antennapedia является ингибитором функции гена homothorax этого грудного сегмента. Мутантный аллель, который приводит к приобретению функции, превращает антенны в эктопические ноги . Ген Antennapedia активен от нижнегубного до первого брюшного сегментов. При экспрессии гена Antennapedia не происходит преобразования верхней губы в конечность, что наблюдается с придатками других сегментов головы. Одной из несвойственных ему функций является участие гена Antennapedia в развитии глазков на крыльях бабочек.
Antennapedia также относится к одноимённому комплексу генов (labial, proboscipedia, Deformed, Sex combs reduced и др.), которые контролируют развитие и специализацию головных, а также грудных сегментов.